# Seedorf UR
| UR ist das Kürzel für den Kanton Uri in der Schweiz. Es wird verwendet, um Verwechslungen mit anderen Einträgen des Namens Seedorf zu vermeiden. |

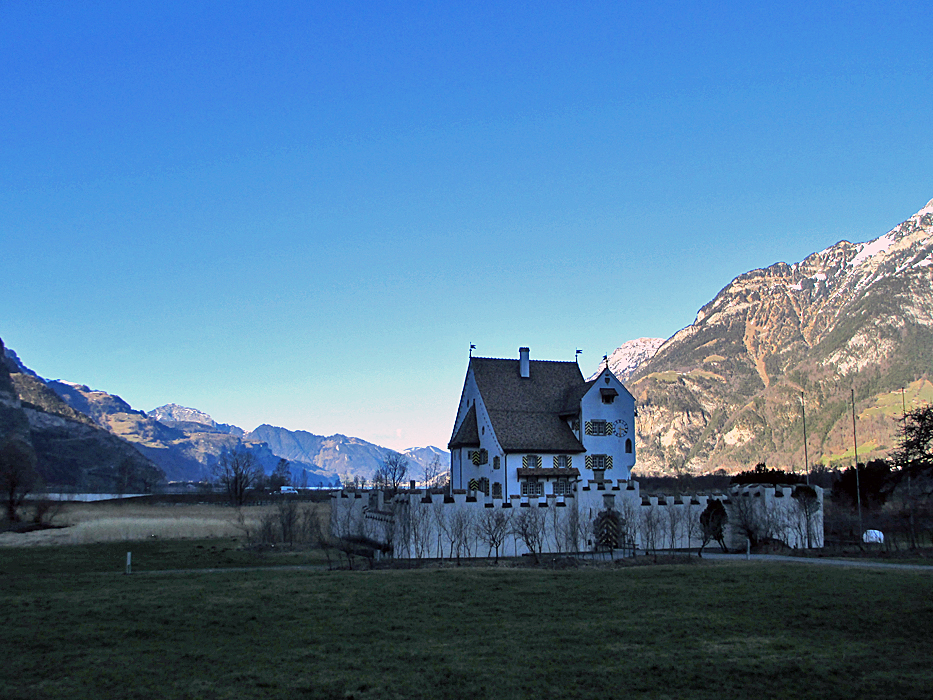
Schloss A Pro in Seedorf

Seedorf ist eine Einwohnergemeinde im Schweizer Kanton Uri. Zu ihr gehören die Ortschaften Bolzbach, Isleten und Bauen sowie das Quartierteil Seemätteli am Westufer des Urnersees.

## Geographie

Historisches Luftbild von Werner Friedli vom 18. September 1957

Seedorf liegt am Ostfuss des Gitschen im unteren Teil des Urner Reusstals am Südufer des Urnersees (eines Arms des Vierwaldstättersees). Im Südwesten des Gemeindegebiets liegt das Gitschital, das vom Palanggenbach entwässert wird. Auch das weiter nördlich liegende Gigental mit dem von Bolzbach per Seilbahn erreichbaren Bodmi gehört zum Gemeindegebiet.
5,4 % der Gemeinde sind Siedlungsfläche. Auch die Landwirtschaftsfläche ist mit einem Anteil von 19,2 % bescheiden. Der Grossteil des Gemeindeareals ist von Wald und Gehölz bedeckt (40,6 %) oder unproduktives Gebiet (Gewässer und Gebirge; 34,8 %).
Seedorf grenzt im Norden an Seelisberg und an den Vierwaldstättersee, im Nordosten im Flussbett der Reuss an Flüelen, im Osten an Altdorf, im Süden an Attinghausen und im Westen an Isenthal, dessen bis in den Urnersee reichendes Gebiet die Ortsteile Isleten und Bolzbach trennt.

## Geschichte
In Seedorf liegen das Benediktinerinnenkloster St. Lazarus und das Schloss A Pro. Die Pfarrkirche St. Ulrich und St. Verena entstand im 14. Jahrhundert.
Um 1970 bis 1980 wurde die Autobahn A2 gebaut, die bei Seedorf eine Ausfahrt hat und im Nordwesten des Dorfes durch den Seelisbergtunnel führt.
Per 1. Januar 2021 fusionierte Seedorf mit der ehemaligen Gemeinde Bauen, die seitdem eine Ortschaft der Gemeinde Seedorf bildet.

## Bevölkerung
Die Einwohnerzahl wuchs zwischen 1860 und 1900 – mit einem kleinen Einbruch im Jahr 1888 – um beinahe die Hälfte (1860–1900: +47,9 %). Im darauf folgenden Jahrzehnt kam es zu einem ebenso starken Rückgang der Einwohnerzahl, dann in den 1910er Jahren zu einem Stillstand. Seither vervierfachte sich die Einwohnerzahl beinahe (1920–2005: +385,2 %). Unterbrochen wurde das Wachstum nur in den 1990er Jahren, als die Einwohnerzahl stagnierte.
| Bevölkerungsentwicklung | Bevölkerungsentwicklung | Bevölkerungsentwicklung | Bevölkerungsentwicklung | Bevölkerungsentwicklung | Bevölkerungsentwicklung | Bevölkerungsentwicklung | Bevölkerungsentwicklung | Bevölkerungsentwicklung | Bevölkerungsentwicklung | Bevölkerungsentwicklung | Bevölkerungsentwicklung | Bevölkerungsentwicklung | Bevölkerungsentwicklung | Bevölkerungsentwicklung |
| ----------------------- | ----------------------- | ----------------------- | ----------------------- | ----------------------- | ----------------------- | ----------------------- | ----------------------- | ----------------------- | ----------------------- | ----------------------- | ----------------------- | ----------------------- | ----------------------- | ----------------------- |
| Jahr                    | 1860                    | 1880                    | 1888                    | 1900                    | 1910                    | 1920                    | 1930                    | 1941                    | 1990                    | 2000                    | 2005                    | 2009                    | 2010                    | 2019                    |
| Einwohner               | 403                     | 506                     | 444                     | 596                     | 413                     | 412                     | 497                     | 535                     | 1518                    | 1509                    | 1587                    | 1680                    | 1742                    | 2051                    |

Anmerkung: Der Wert von 2019 entspricht der Summe von Seedorf und Bauen.

### Sprachen
Die Bevölkerung spricht eine alemannische Mundart. Bei der letzten Volkszählung im Jahr 2000 gaben 97,23 % Deutsch, 1,26 % Italienisch und 0,33 % Serbokroatisch als Hauptsprache an.

### Religionen – Konfessionen
Die Bevölkerung war früher vollumfänglich Mitglied der römisch-katholischen Kirche. Die Konfessionsverhältnisse im Jahr 2000 zeigen immer noch die ursprüngliche Struktur an. 1367 Personen waren katholisch (90,59 %). Daneben gab es 5,63 % evangelisch-reformierte Christen und 1,86 % Konfessionslose. 18 Personen (1,19 %) machten keine Angaben zu ihrem Glaubensbekenntnis.

### Herkunft – Nationalität
Von den Ende 2005 1587 Bewohnern waren 1531 (96,47 %) Schweizer Staatsangehörige. Die Zugewanderten stammen aus Südeuropa (Italien), Mitteleuropa (Deutschland und die Niederlande) sowie aus den Nachfolgestaaten Jugoslawiens. Bei der Volkszählung 2000 waren 1454 Personen (96,36 %) Schweizer Bürger; davon besassen 24 Personen die doppelte Staatsbürgerschaft.

### Altersstruktur
Bedingt durch das starke Wachstum der Einwohnerschaft besitzt Seedorf eine verhältnismässig gute Altersstruktur mit vielen jungen Leuten.
Bei der letzten Volkszählung im Jahr 2000 ergab sich folgende Altersstruktur:
| Alter  | 0–6 Jahre | 7–15 Jahre | 16–19 Jahre | 20–29 Jahre | 30–44 Jahre | 45–59 Jahre | 60–79 Jahre | 80 Jahre und mehr |
| ------ | --------- | ---------- | ----------- | ----------- | ----------- | ----------- | ----------- | ----------------- |
| Anzahl | 119       | 181        | 103         | 209         | 381         | 312         | 176         | 28                |
| Anteil | 7,89 %    | 11,99 %    | 6,83 %      | 13,85 %     | 25,25 %     | 20,68 %     | 11,66 %     | 1,86 %            |

## Politik

### Legislative
Die Gemeindeversammlung ist die Legislative. Sie tritt mindestens einmal jährlich zusammen.

### Exekutive
Der siebenköpfige Gemeinderat bildet die Exekutive. Er ist nebenamtlich tätig. Derzeitiger Gemeindepräsident ist Toni Stadelmann (Stand 2021).

## Wappen und Fahne
Beschreibung: Blau zwei schräggekreuzte weisse Hechte mit gelben Flossen.
Das Wappen ist Ende des 19. Jahrhunderts überliefert. Es nimmt Bezug auf die Lage am See und die Fischerei sowie zum Kirchenpatron Sankt Ulrich, dessen Attribut ein Fisch ist.

## Wirtschaft

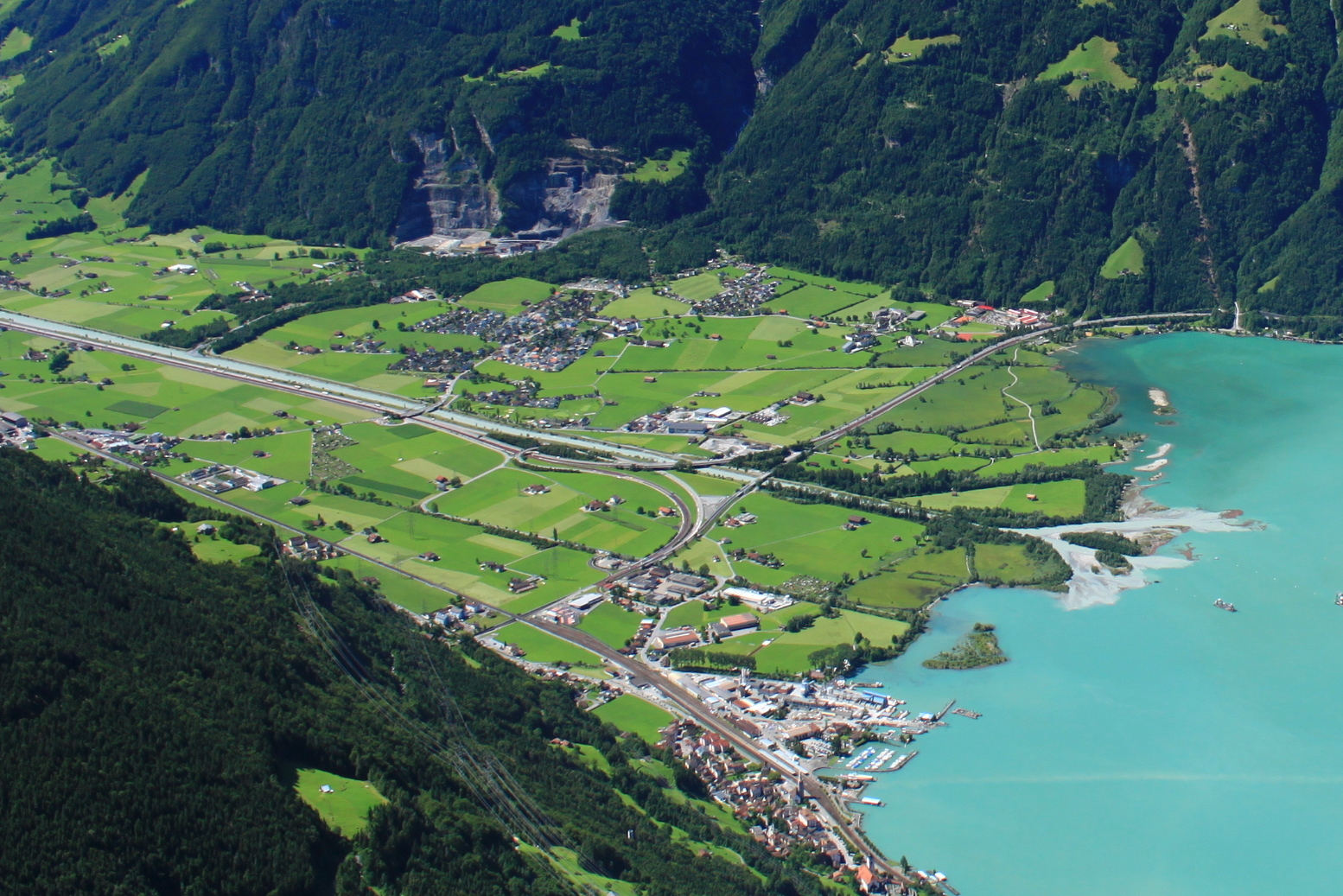
Seedorf mit Reussdelta, dem benachbarten Steinbruch Eyelen am Palanggenbach aus dem Gitschital, Gewerbebetrieben und Ufer am Urnersee

Im Jahr 2005 gab es 21 Landwirtschaftsbetriebe, die 77 Personen Arbeit boten und auch Alpwirtschaftsgebiete nutzen. Industrie und Gewerbe beschäftigten in 20 Arbeitsstätten 156, der Dienstleistungsbereich in 34 Betrieben 119 Personen.
Von den im Jahr 2000 852 erwerbstätigen Personen Seedorfs arbeiteten 199 (23,36 %) in der eigenen Gemeinde. Insgesamt bot der Ort 385 Arbeitsplätze an, von denen 199 (51,69 %) durch Einheimische besetzt waren.
Die 653 Wegpendler verrichten ihre Arbeit grösstenteils in anderen Gemeinden des Kantons Uri. Darunter 298 Personen in Altdorf, 77 in Schattdorf, 49 in Flüelen, 32 in Bürglen und 27 in Erstfeld. Bedeutendste Arbeitsorte ausserhalb des Kantons waren die Gemeinden Schwyz, Stans und die Stadt Luzern. Im Weiteren gab es 186 Zupendler. Diese kamen hauptsächlich aus Altdorf (36 Personen), Schattdorf (24), Attinghausen (23), Bürglen UR (22), Erstfeld (21) und Flüelen (18).

## In Seedorf geboren
- Leonard (* 1964), Schweizer Schlagersänger, Moderator und Songwriter